# Віла-Кова-де-Алва
Віла-Кова-де-Алва (порт. Vila Cova de Alva; МФА: [ˈvi.ɫɐ ˈko.vɐ dɨ ˈaɫ.vɐ]) — парафія в Португалії, у муніципалітеті Арганіл. Розташована в західній частині країни, на теренах історичної португальської провінції Бейра. Входить до складу округу Коїмбра. За адміністративним поділом, чинним до 1976 року, терени парафії були складовою провінції Берегова Бейра. Належить до Коїмбрської діоцезії Католицької церкви. Патрон — Діва Марія. Площа — 12,7175 км². Населення — 513 ос. (2011). Слабо урбанізований регіон. Густота населення — 40,34 осіб/км²
. Код — 060118.

## Населення
| Кількість мешканців | Кількість мешканців | Кількість мешканців | Кількість мешканців | Кількість мешканців | Кількість мешканців | Кількість мешканців | Кількість мешканців | Кількість мешканців | Кількість мешканців | Кількість мешканців | Кількість мешканців | Кількість мешканців | Кількість мешканців | Кількість мешканців |
| ------------------- | ------------------- | ------------------- | ------------------- | ------------------- | ------------------- | ------------------- | ------------------- | ------------------- | ------------------- | ------------------- | ------------------- | ------------------- | ------------------- | ------------------- |
| 1864                | 1878                | 1890                | 1900                | 1911                | 1920                | 1930                | 1940                | 1950                | 1960                | 1970                | 1981                | 1991                | 2001                | 2011                |
| 1 306               | 1 392               | 1 360               | 1 376               | 1 433               | 1 364               | 735                 | 920                 | 792                 | 774                 | 695                 | 695                 | 569                 | 533                 | 513                 |